# 김태훈 (1966년)
김태훈(1966년 8월 11일 ~ )은 대한민국의 배우이자 연출가이다.

## 학력
- 서라벌고등학교
- 동국대학교 연극학과
- 쉐프킨연극대학교 연기법실기
- 러시아국립공연예술아카데미 연극학 박사

## 출연 작품

### 영화
- 《중독》 (2002년) - 의사 역
- 《댄서의 순정》 (2005년) - 댄싱사회자 역
- 《브라보 마이 라이프》 (2007년) - 문태준 역
- 《우리네 가족》 (2011년)
- 《임금님의 사건수첩》 (2017년) - 어의 역
- 《석조저택 살인사건》 (2017년) - 구광서 형사 역
- 《꾼》 (2017년) - 검찰총장 역
- 《재회》 (2017년)
- 《창궐》 (2018년)

### 드라마
- 《내 인생의 황금기》 (MBC, 2008년) - 교장선생님 역
- 《가족을 지켜라》 (KBS1, 2015년) - 해수 부 이준구 역
- 《화랑》 (KBS2, 2016년) - 박인주 역
- 《명불허전》 (tvN, 2017년)
- 《20세기 소년소녀》 (MBC, 2017년) - 이승구 역

### 연극
- 《세일즈맨의 죽음》
- 《비극의 일인자》
- 《데블 인사이드》
- 《황색여관》
- 《종일본가》
- 《터미널》
- 《에쿠우스》
- 《가을 반딧불이》
- 《6.29가 보낸, 예고부고장》
- 《바냐와 소냐와 마샤와 스파이크》
- 《우리는 영원한 챔피언》
- 《고곤의 선물》
- 《에쿠우스》
- 《14인 체홉》
- 《미운남자》
- 《러브레터》
- 《벚꽃동산》
- 《인형의 가》
- 《죄와 벌》
- 《휘가로의 결혼》
- 《쟈쟈 바냐》
- 《특별한 식탁》
- 《코펜하겐》
- 《오레스테스》
- 《갈매기》

## 수상
- 2012년 서울연극제 연기상
- 2004년 서울연극제 연출상
- 2014년 제15회 김동훈연극상
- 2015년 제34회 영희연극상
- 2015년 대한민국 신한국인상 문화예술부문

## 경력
- (전) 세종대학교 교수[3]

## 논란
제자 성추행으로 2018년 해임되고 2021년 징역형을 확정받았다.